# Slučaj v tajge
Slučaj v tajge (Случай в тайге) è un film del 1953 diretto da Jurij Pavlovič Egorov.